# Sporting Clube de Braga 2017-2018
Questa voce raccoglie le informazioni riguardanti lo Sporting Clube de Braga nelle competizioni ufficiali della stagione 2017-2018.

## Stagione
La stagione inizia col superamento dei due turni preliminari di Europa League. In seguito i portoghesi vincono il gruppo C della manifestazione classificandosi davanti a Ludogorec, İstanbul Başakşehir e Hoffenheim, e avanzano così ai sedicesimi: sono però qui eliminati dall'Olympique Marsiglia. Il club non fa molta strada sia nella Taça de Portugal che nella Taça da Liga, mentre in Primeira Liga arriva un quarto posto.

## Rosa
| N. |                       | Ruolo | Calciatore       |
| -- | --------------------- | ----- | ---------------- |
| 1  | Brasile (bandiera)    | P     | Matheus          |
| 3  | Serbia (bandiera)     | D     | Lazar Rosić      |
| 4  | Brasile (bandiera)    | D     | Jefferson        |
| 5  | Portogallo (bandiera) | D     | Nuno Sequeira    |
| 7  | Portogallo (bandiera) | A     | Wilson Eduardo   |
| 9  | Egitto (bandiera)     | A     | Ahmed Hassan     |
| 10 | Portogallo (bandiera) | C     | Xadas            |
| 11 | Brasile (bandiera)    | C     | Danilo Barbosa   |
| 12 | Portogallo (bandiera) | P     | Tiago Sá         |
| 16 | Croazia (bandiera)    | A     | Robert Murić     |
| 20 | Portogallo (bandiera) | A     | Paulinho         |
| 21 | Portogallo (bandiera) | A     | Ricardo Horta    |
| 23 | Portogallo (bandiera) | C     | João Teixeira    |
| 24 | Portogallo (bandiera) | D     | Ricardo Ferreira |

| N. |                       | Ruolo | Calciatore      |
| -- | --------------------- | ----- | --------------- |
| 26 | Portogallo (bandiera) | A     | Fábio Martins   |
| 27 | Brasile (bandiera)    | C     | Fransérgio      |
| 28 | Portogallo (bandiera) | P     | Marafona        |
| 33 | Brasile (bandiera)    | A     | Erick           |
| 34 | Brasile (bandiera)    | D     | Raúl Silva      |
| 35 | Montenegro (bandiera) | C     | Nikola Vukčević |
| 36 | Brasile (bandiera)    | D     | Bruno Viana     |
| 47 | Portogallo (bandiera) | D     | Ricardo Esgaio  |
| 63 | Brasile (bandiera)    | C     | Mauro           |
| 87 | Brasile (bandiera)    | D     | Marcelo Goiano  |
| 99 | Brasile (bandiera)    | A     | Dyego Sousa     |
|    | Croazia (bandiera)    | D     | Andrej Lukić    |
|    | Brasile (bandiera)    | C     | Ricardo Ryller  |
|    | Brasile (bandiera)    | A     | Crislan         |